# 谷名樹
谷名 樹（たにな たつき、2000年8月20日 - ）は、ジャパンラグビーリーグワン狭山セコムラガッツに所属するラグビーユニオン選手。

## プロフィール
- 宮崎県出身[1]。
- ポジションはフッカー(HO)。
- 身長 175cm、体重 98kg。
- ニックネームはTT、たつき[1]。

## 略歴
2019年、宮崎県立延岡星雲高等学校卒業後、東洋大学ラグビー部に入部。大学4年時に全国大学ラグビーフットボール選手権大会に出場。
2023年、東洋大学卒業後、セコムラガッツに加入。2024年12月22日に行われたジャパンラグビーリーグワン第1節のWG昭島戦にてリーグワン初出場を果たした。